# Ivanînți, Letîciv
Ivanînți (în ucraineană Іванинці) este un sat în comuna Hreciînți din raionul Letîciv, regiunea Hmelnîțkîi, Ucraina.

## Demografie
Componența lingvistică a localității Ivanînți
     Ucraineană (100%)
Conform recensământului din 2001, toată populația localității Ivanînți era vorbitoare de ucraineană (100%).